# طائفة محاربة
الطائفة المحاربة وهي طائفة ذات شوكة، تخرج في دار الإسلام، تبغي النهب وانتهاك الأعراض والقتل، والسعي بالفساد في الأرض وهم قطاع الطرق والعصابات. وحد المحارب وهو ماذكر في الآية 33 من سورة المائدة، قال تعالى: ﴿إِنَّمَا جَزَاءُ الَّذِينَ يُحَارِبُونَ اللَّهَ وَرَسُولَهُ وَيَسْعَوْنَ فِي الْأَرْضِ فَسَادًا أَنْ يُقَتَّلُوا أَوْ يُصَلَّبُوا أَوْ تُقَطَّعَ أَيْدِيهِمْ وَأَرْجُلُهُمْ مِنْ خِلَافٍ أَوْ يُنْفَوْا مِنَ الْأَرْضِ ذَلِكَ لَهُمْ خِزْيٌ فِي الدُّنْيَا وَلَهُمْ فِي الْآخِرَةِ عَذَابٌ عَظِيمٌ ۝٣٣ إِلَّا الَّذِينَ تَابُوا مِنْ قَبْلِ أَنْ تَقْدِرُوا عَلَيْهِمْ فَاعْلَمُوا أَنَّ اللَّهَ غَفُورٌ رَحِيمٌ ۝٣٤﴾ [المائدة:33–34]، وهو القتل أو الصلب أو أن تقطع أيديهم وأرجلهم من خلاف أو النفي من الأرض، وقد اختلف العلماء فهل هي على التخيير؟ أم على التنويع؟ فمن على قال على التخيير فقال إن الإمام مخير بالعقوبة التي يفرضها، ومن قال على التنويع قال: فمن قطع طريقًا وقتل وأخذ مالًا قُتل وصُلب، ومن قطع طريقًا وأخذ مالًا قُطعت يده اليمنى ورجله اليسرى، ومن قطع طريقًا ولم يقتل ويأخذ مالًا نفي من الأرض؛ ويسقط حد الحرابة بتوبة المحارب قبل القدرة عليه، وأوجبه إعادة حقوق الآدميين ما لم يعف أصحبها عنها.

## شروط المحاربين
- التكليف: وهو البالغ العاقل.
- المجاهرة: وهو الجهر بالسلب وإلا عد ذلك سرقةً.
- التزام بأحكام الشريعة: سواءٌ كان مسلمًا أو ذميًا، وأما إن كان معاهدًا أو مستأمنًا فقد نقض عهده.
- حمل السلاح: وقد اشترط ذلك علماء الأحناف والحنابلة، ينما لم يرى المالكية والشافعية ذلك.
- البعد عن العمران: وقد اشترط ذلك علماء الأحناف والحنابلة أن يكونوا بعيدين عن العمران، ويكون اعتدائهم خارج العمران في الأراضي الخالية، والجمهور لا يشترط ذلك، بل هو في العمران أشد من الأماكن الخالية، قال شيخ الإسلام ابن تيمية : «بل هم في البنيان أحق بالعقوبة منهم في الصحراء؛ لأن البنيان محل الأمن والطمأنينة، ولأنه محلّ تناصر الناس وتعاونهم، فإقدامهم عليه يقتضي شدة المحاربة والمغالبة».[4][5][6]

- الذكورة: وقد اشترط الاحناف أن يكون المحاربين ذكورًا، ولا يقم الحد على إناثهم، والجمهور على أن لا فرق بين الذكور والإناث، ويقام الحد على كلاهما سواء.

## الطائفة الباغية والطائفة المحاربة
- الطائفة المحاربة خرجت من أجل الدنيا والباغية من أجل الدين.[7]
- الطائفة المحاربة خرجت على الرعيَّة والباغية خرجت على الإمام.[7]